# 뉴질랜드의 동성결혼
동성결혼은 뉴질랜드에서 2013년 8월 19일부터 합법으로, 2013년 4월 17일 뉴질랜드 의회에서 찬성 77표 반대 44표로 통과되어 4월 19일 왕실의 재가를 받았다. 법안 통과 이후 내무부의 관련 서류와 실습 등의 변경 준비 기간 4개월을 거친 뒤 정식적으로 시행되었다. 뉴질랜드는 오세아니아에서는 최초로, 남반구에서는 4번째로 동성결혼을 허용한 국가이다.
뉴질랜드 국회는 법적으로 뉴질랜드 왕국 내에서 오직 뉴질랜드 본토와 태평양 내 일부 부속도서 내의 결혼법만을 입법 및 개정할 수 있다. 그렇기 때문에 자치를 유지하고 있는 쿡 제도와 니우에, 토켈라우에선 동성커플에게 결혼 증명서를 발급하거나 뉴질랜드의 결혼 증명서를 인정해주지 않는다.

## 역사

오세아니아
동성 결혼 허용
다른 국가에서 수행된 결혼 인정(아메리칸 사모아)
동성커플 인정 안해
헌법에 의해 금지된 동성 결혼 (팔라우)
동성 간 성행위는 불법이지만 금지 조치는 시행되지 않음
동성애 불법

### 소송
1996년 세 레즈비언 커플이 결혼 증명서 발급을 거부 받자 법무상을 상대로 소송을 시작하였다. 사건은 1996년 5월 고등법원에 배정되었으며, 원고는 1950년대에 쓰여진 현행 결혼법이 동성결혼을 금지하지 않는다고 주장하고, 뉴질랜드 인권법과 권리장전이 성소수자에 대한 차별을 금지하고 있다는 점을 부각하였다. 그러나 고등법원은 정부의 편을 들어 현행 법상 결혼은 남녀간에 이루어지는 것이라고 판결하였다. 고등법원의 판결은 1997년 12월 항소법원으로 항소되었으며, 마찬가지로 고등법원의 판결을 확정하였다.
1998년 11월 30일 두 동성 커플은 뉴질랜드 정부가 시민적 및 정치적 권리에 관한 국제규약을 위반하였다며, 유엔 자유권 규약 위원회에 진정을 요청하였으나 2002년 7월 17일 기각되었다.

### 2005년 총선
2005년 뉴질랜드 총선에서 당시 총리 헬렌 클라크는 결혼법이 동성커플을 제외하고 있는 것은 차별이라고 생각하지만, 아직 이를 변경할 정치적 요건이 되지 않았다고 밝혔다.
기독교 성향의 소수 정당 뉴질랜드 통합미래당 소속의 국회의원 고든 코플랜드는 2005년 결혼을 오직 남녀간으로 정의하는 결혼법 개정안을 상정하며, 1990년대 재정된 뉴질랜드 권리장전도 개정할 것을 촉구하였다. 법안은 또한 뉴질랜드 국적의 동성커플이 해외에서 결혼증명서를 발급받는 것을 금지하고 성적지향을 이유로 개인을 차별하는 것을 합법화하는 내용을 담고 있었다. 뉴질랜드 정부와 다른 정당들은 이에 크게 반발하였는데, 특히 권리장전에 대한 중대한 공격이라고 의심했다. 2005년 12월 7일 해당 법안은 국회의 1차 독회에서 반대 73, 찬성 47표로 부결되었다.

### 결혼법 개정
2012년 5월 14일 뉴질랜드 노동당의 국회의원 루이사 월은 일반 의원 자격으로 국회에 동성결혼을 허용하는 결혼법 개정안을 발의한다고 밝혔다. 법안은 5월 30일 무기명 투표 심사를, 2012년 8월 29일과 2013년 3월 13일 압도적인 표차로 각각 1차, 2차 독회를 통과하였다. 4월 17일 열린 3차 독회에서 결혼법 개정안은 찬성 77표 반대 44표로 가결되었다. 동성결혼 지지자들은 의회실 방청석에 모여 결혼법 개정안이 통과되자 전통 마오리족 노래인 포카레카레 아나를 합창하였으며 다수의 국회의원들도 동참하였다. 극우주의 정당인 뉴질랜드 제일당은 동성결혼 합법화를 두고 '오만한 문화 훼손 행위'라고 비난하였다. 법안은 4월 19일 왕실의 재가를 받았으며, 2013년 8월 19일부터 효력을 발휘하였다.
| 정당 | 정당           | 찬성 | 반대 |
| ---- | -------------- | ---- | ---- |
|      | 국민당 (59)    | 27   | 32   |
|      | 노동당 (34)    | 30   | 4    |
|      | 녹색당 (14)    | 14   | -    |
|      | 제일당 (7)     | -    | 7    |
|      | 마오리당 (3)   | 3    | -    |
|      | 마나당 (1)     | 1    | -    |
|      | 행동당 (1)     | 1    | -    |
|      | 통합미래당 (1) | 1    | -    |
|      | 무소속 (1)     | -    | 1    |
| 합계 | 합계           | 77   | 44   |

## 여론
| 날짜                | 여론 조사 기관               | 표본수 | 찬성  | 중립 | 반대  | 부동 | 오차  |
| ------------------- | ---------------------------- | ------ | ----- | ---- | ----- | ---- | ----- |
| 2004년 9월          | Herald-DigiPoll              | 750    | 40%   |      | 54%   |      |       |
| 2011년 7월 6-9일    | Research New Zealand         | 500    | 60%   |      | 34%   | 4%   | ±4.6% |
| 2012년 5월 26-30일  | ONE News Colmar Brunton Poll | 1005   | 63%   |      | 31%   | 5%   | ±3.1% |
| 2012년 6월 18-28일  | Herald-DigiPoll              | 750    | 53.5% |      | 40.5% | 6%   | ±3.6% |
| 2012년 9월 11-17일  | Research New Zealand         | 500    | 49%   | 15%  | 32%   |      | ±4.7% |
| 2012년 12월         | Herald-DigiPoll              | 500    | 59%   |      | 38%   | 3%   | ±4.4% |
| 2012년 12월 13-19일 | Key Research                 | 1000   | 53.9% |      | 38.1% | 8%   | ±3.1% |
| 2013년 3월 11-17일  | Herald-DigiPoll              | 750    | 49.6% |      | 48%   | 2.4% | ±3.6% |

## 통계
동성결혼이 합법화된 2013년 8월 19일부터 이후 1년간 뉴질랜드에선 926쌍의 동성커플이 결혼신고를 하였다. 이 중 520쌍이 여성, 406쌍이 남성 커플이다. 532쌍은 뉴질랜드 국민간의 결혼이며, 237쌍은 호주 국민간의 결혼이다. 이는 2015년 11월 현재까지도 아직 동성결혼이 허용되지 않은 호주에서 바로 옆의 이웃나라 뉴질랜드로 결혼여행을 떠나는 동성커플들이 매우 많아졌기 때문으로 보인다.
2014년 9월 30일까지 1년간 정부에 결혼신고를 한 전체 커플 중 3.9%가 동성부부이다. 특히 뉴질랜드 정부에 신고된 외국인간의 전체 결혼 중 동성결혼은 13.6%로, 뉴질랜드 국민간 전체 결혼 중 동성결혼 비중인 2.5%다 많이 높은 편이다. 2014년 한해 동안 뉴질랜드 정부가 결혼 증명서를 발급한 동성부부는 486쌍이고 이성부부는 19,639쌍이다. 동성결혼 허용 이후 시민결합을 찾는 커플의 수는 급감하여 2014년에는 오직 19쌍만이 시민결합을 하였다.